# Hrvatski vaterpolski kup 2003.
Kup Hrvatske u vaterpolu za 2003. je drugi put zaredom osvojio Jug Croatia osiguranje iz Dubrovnika. 

## Rezultati

### Četvrtzavršnica
| klub1                              | rez.       | klub2                           |
| ---------------------------------- | ---------- | ------------------------------- |
| Šibenik                            | 3:13, 6:16 | Primorje Riječka banka (Rijeka) |
| Mladost (Zagreb)                   | 8:6, 9:5   | Mornar Brodospas (Split)        |
| Jug Croatia osiguranje (Dubrovnik) | 20:7, 15:7 | POŠK (Split)                    |
| Jadran Deltron (Split)             | 17:7, 11:6 | Medveščak Polocerm (Zagreb)     |

### Poluzavršnica
| klub1                           | rez.       | klub2                              |
| ------------------------------- | ---------- | ---------------------------------- |
| Primorje Riječka banka (Rijeka) | 8:15, 9:15 | Jug Croatia osiguranje (Dubrovnik) |
| Jadran Deltron (Split)          | 7:5, 7:7   | Mladost Zagreb                     |

### Završnica
| klub1                  | rez.      | klub2                              |
| ---------------------- | --------- | ---------------------------------- |
| Jadran Deltron (Split) | 7:11, 6:8 | Jug Croatia osiguranje (Dubrovnik) |

## Poveznice
- Prvenstvo Hrvatske u vaterpolu 2003./04.